# Ocellularia croceoisidiata
Ocellularia croceoisidiata är en lavart som beskrevs av Sipman 1992. Ocellularia croceoisidiata ingår i släktet Ocellularia och familjen Thelotremataceae.   Inga underarter finns listade i Catalogue of Life.